# Ортогоналност
Ортогоналност (још и нормалност) у алгебри и геометрији представља релацију између два или више објеката при чему исти испуњавају одређене услове. У елементарној геометрији се каже да су две праве у равни међусобно ортогоналне акко је угао између њих 90°.
Релација нормалности између два објекта a и b се често обележава као:
{\displaystyle a\bot b}

## Ортогонални вектори
Нека су дата два вектора  и  из . Ова два вектора су ортогонална уколико: